# 开放蠕虫
开放蠕虫（OpenWorm）是一项旨在从细胞层面在电脑上模拟秀丽隐杆线虫（Caenorhabditis elegans）的国际性开放科学项目。 尽管该项目的长远目标是模拟整个秀丽隐杆线虫的全部959个细胞，第一阶段的计划是建立包含302个神经元和95个肌肉细胞的模型来模拟蠕虫运动。这种自底向上的模拟是开放蠕虫社区追求的目标。目前，此项目的物理引擎Sibernetic已经建好，神经连接组和肌肉细胞也已创建为NeuroML格式。整个蠕虫的三维解剖模型可以通过浏览器自由查看。开放蠕虫项目也参与了“Geppetto模拟框架”的开发，这是一个为开发有机体的整体建模而创设的多重算法、多尺度的模拟平台。
OpenWorm 基金会是特拉华州一家非营利性公司，公司编号为 #5787527，成立于 2015 年 7 月。
OpenWorm是一个开源项目，致力于创建计算机中第一个虚拟生物。对简单的神经系统进行建模是全面理解人类大脑等复杂系统的第一步。

### 什么是秀丽隐杆线虫？
微小的线虫 C. elegans 是生物学界研究得最透彻的有脑动物之一。它是第一个基因组被完全测序的多细胞生物，只有约1000个细胞和302个神经元。科学家已经绘制出这些神经元的“接线图”，使 C. elegans 成为首个拥有完整连接组的生物。这些特性使它在人工智能和计算神经科学领域具有重要的研究价值。
至今，已有三项诺贝尔奖颁发给了研究 C. elegans 的科学家。这种蠕虫越来越多地被用作模型，以帮助我们更好地理解与所有生物（包括人类）相关的疾病和健康问题。在构建复杂的计算机模型时，从数据最完整的生物入手尤为重要，而 C. elegans 正是这样的理想对象。

### C. elegans细胞列表
原表格来自OpenWorm
文档地址(谷歌文档 （页面存档备份，存于））